# Калјумет Парк (Илиноис)
Калјумет Парк (енгл. Calumet Park) град је у америчкој савезној држави Илиноис.

## Демографија
По попису из 2010. године број становника је 7.835, што је 681 (-8,0%) становника мање него 2000. године.
| Група             | 2000.         | 2010.         |
| Белци             | 720 (8,5%)    | 322 (4,1%)    |
| Афроамериканци    | 7.058 (82,9%) | 6.920 (88,3%) |
| Азијати           | 6 (0,1%)      | 37 (0,5%)     |
| Хиспаноамериканци | 659 (7,7%)    | 536 (6,8%)    |
| Укупно            | 8.516         | 7.835         |